# Metastelma decipiens
Metastelma decipiens är en oleanderväxtart som beskrevs av Henri François Pittier. Metastelma decipiens ingår i släktet Metastelma och familjen oleanderväxter. Inga underarter finns listade i Catalogue of Life.